# Editora JBC
A Editora JBC (sigla de Japan Brazil Communication) é uma editora nipo-brasileira sediada em São Paulo com atuação no mercado editorial em língua portuguesa tanto no Brasil como no Japão. É conhecida no Brasil devido aos títulos em mangá que publica no país.

## História
A JBC foi criada em 1992 em Tóquio como uma redistribuidora de jornais em português destinados ao público dekassegui no Japão. Em 1993, passou a publicar também seu próprio jornal, o Jornal Tudo Bem. A empresa lançou seu primeiro produto no Brasil em setembro de 1997, a revista Made in Japan, que teve sua última edição em março de 2010.
As edições em português de histórias em quadrinhos japonesas, conhecidas como mangá, são traduzidas pela própria JBC dos originais japoneses e são vendidas em todo o Brasil. A editora entrou no mercado de mangá em 2001 com títulos como Samurai X, Sakura Card Captors, Video Girl Ai e Guerreiras Mágicas de Rayearth.
Inicialmente, a editora optou pelo formato original de tankōbon, semelhante ao livro de bolso, e o número de páginas de um volume publicado pela editora correspondia à metade de um volume japonês. A partir da publicação de X, no final de 2003, passou a usar o formato padrão equivalente ao mesmo número de páginas de um volume japonês. Com o passar dos anos, a editora iniciou a publicação em outros formatos, como o formato BIG (dois volumes em um), TRIG (três volumes em um) e Kanzenban (formato especial de luxo).
No Japão, além do Jornal Tudo Bem, a JBC lançou em 2005 a Gambare! uma revista em português sobre o mercado de trabalho japonês, ambas as publicações duraram até 2009.
No ano de 2011, a Editora JBC lançou a revista Hashitag, uma publicação impressa de distribuição gratuita sobre culinária japonesa e oriental. Com periodicidade trimestral, a revista teve 26 edições impressas e foi publicada até o ano de 2018. A Hashitag foi premiada no Troféu São Paulo Capital Mundial da Gastronomia em 2018 (premiação brasileira para a mídia especializada em gastronomia, turismo e lazer), com 3 homenagens.
A Editora JBC foi pioneira no lançamento de mangás digitais em formato e-book no Brasil, em dezembro de 2017 anunciou os primeiro títulos nesse formato: Blame, Knights of Sidonia, Fairy Tail, Fort of Apocalypse, Samurai 7, The Seven Deadly Sins e The Ghost in The Shell e desde então vem ampliando o seu catálogo de publicações digitais. Além dos títulos em volumes, a JBC também publica capítulos digitais simultaneamente com o Japão, chamados de Simulpubs. Fazem parte desse acervo The Seven Deadly Sins, Edens Zero, Hero's, Ghost in The Shell - The Human Algorithm e Sakura Clear Card, o capítulo é disponibilizado para venda em português no mesmo dia que é publicado no Japão.
Em 2019, a Editora JBC anunciou o lançamento de 2 novos selos: o JBStudios para publicações de HQs com produção própria e o Selo Start para publicações de HQs digitais para autores que já possuem sua obra pronta. Os primeiros lançamentos do JBStudios foram lançados em 2020, o livro ilustrado Turma da Mônica: Lendas Japonesas em parceria com os Estúdios Mauricio de Sousa e o mangá nacional O Regresso de Jaspion. Pelo selo Start, o primeiro produto lançado foi a HQ The Flower Pot, esta também é a primeira publicação da Editora disponível em formato POD (print on demand), formato de venda em que o produto não possui um estoque armazenado, ele só é impresso após o pedido para gráfica responsável.
Em março de 2022, a Companhia das Letras anunciou a compra de 70% da Editora JBC, visando dar apoio na distribuição, comercialização e divulgação. A gestão continua nas mãos das irmãs Shoji por conta da experiência com a área de mangás e licenciamento. O anúncio da compra foi feito na semana em que a editora comemora 27 anos de sua fundação.

## Mangás publicados pela editora[7]

### 2001
| Mês lançado | Obra                                    | Autor            | Brasil    | Volumes | País Original | Volumes       |
| ----------- | --------------------------------------- | ---------------- | --------- | ------- | ------------- | ------------- |
| Maio        | Cardcaptor Sakura ↳ Sakura Card Captors | Clamp            | Concluído | 24      | Concluído     | 24 (orig. 12) |
| Maio        | Rurouni Kenshin ↳ Samurai X             | Nobuhiro Watsuki | Concluído | 56      | Concluído     | 56 (orig. 28) |
| Junho       | Video Girl Ai                           | Masakazu Katsura | Concluído | 30      | Concluído     | 30 (orig. 15) |
| Julho       | Guerreiras Mágicas de Rayearth          | Clamp            | Concluído | 12      | Concluído     | 12 (orig. 6)  |